# Boszorkányszombat

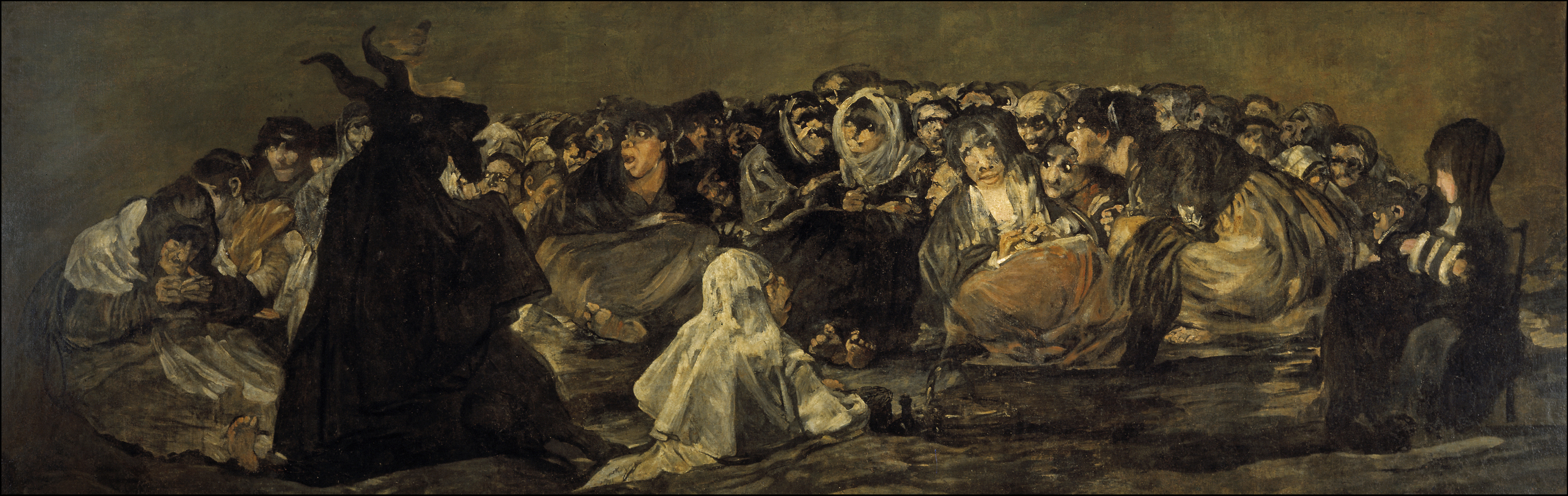
Francisco José de Goya y Lucientes: Boszorkányszombat

A boszorkányszombat (röviden: szombat, szabbat vagy sabbat) azon személyek – rendszerint éjjeli – rituális összejövetele, akik boszorkánysággal foglalkoznak.
A szombat szó a héber 7. napot jelölő sabbat szóból származik. A középkori világ a zsidók és eretnekek elleni rosszindulatában a boszorkányok gyülekezését szabbatnak, gyülekezési helyeit pedig gyakran zsinagógának nevezte.

## Leírás
A szabbat az ördögnek kijáró tiszteletadással és az új boszorkányok felavatásával kezdődött, amit lakoma és tánc követett, majd nagyszabású szexuális orgiába torkollott. Az ördög „személyesen” jelent meg a fontos Szabbatokon olyan férfi képében, aki valószínűleg örökölte e szerep alakításának jogát, és ördögarcot ábrázoló maszkot viselt a hátán, egy állatfarok fölött. Ezt minden jelenlévő megcsókolta, mielőtt a nők közül néhányan közösültek a szarvból készített műfallosszal felszerelt férfival. 
A párizsi Nemzeti Könyvtárban fennmaradt metszeteken bizarr, sőt visszataszító jelenetek szerepelnek a szabbat címszó alatt. 
A szexuális mágia mindig jelentős szerepet játszott a boszorkányság szertartásaiban. A kereszténység aggályoskodása a szexualitással szemben csak ösztönözte a pogány vallásokhoz húzó boszorkányokat az elmerülésre a „hús vétkeiben”. 

## Dátumok
A boszorkányok éve – a kelta tradíciónak megfelelően – november elsején kezdődik, és négy évszakra oszlik. Minden évszakban két nagyszombat van, amelyek közül az egyiket az évszak születésekor, a másikat pedig a közepe táján tartják. A középkori nagyszombatok általában valamilyen pogány eredetű ünnephez kapcsolódtak. A nyolc nagyszombaton kívül kisebb összejöveteleket is tartanak, ezeket esbat-nak  nevezik.
Az egyes nagyszombatok:

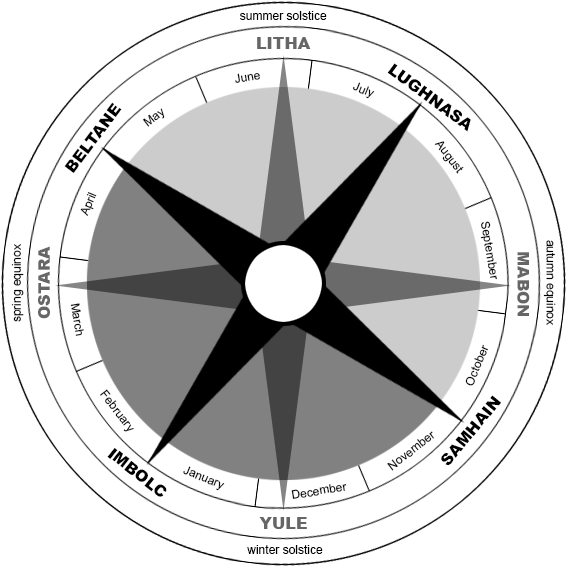
Az év kereke

- Samhain : október 31-én éjjel kezdődik a boszorkányok újéve. Az ünnep naplemente után veszi kezdetét, éjfélkor éri el csúcspontját és hajnalban fejeződik be. [5] A Halloween, a mindenszentek előestéje ma is őrzi az ősi pogány ünnep maradványait.
- Yule (Jul) : A decemberi téli napforduló ünnepe, ekkor köszöntik a boszorkányok az újjászülető Napot. [5]
- Imbolc : fényfesztivál február 2-án, ősi kelta megfelelője Imbolc vagy Oimelc nevű tűzünnep. A növekvő fény, a rituális megtisztulás és a szűz istennő ünnepe.[5] A korai kereszténység erre a pogány ünnepre tette a Gyertyaszentelő Boldogasszony ünnepét.
- Osztara : március 19 és 21-én között, a tavaszi napéjegyenlőség ünnepe, a termékenység fesztiválja
- Beltane vagy Walpurgis-éj : május 1. előestéjén. Évszakkezdő tűzünnep. A legnagyobb és legismertebb boszorkányszombat. Ez a szexualitás, a nemzés, a tavasz, a lombok és virágok ünnepe. [5]
- Litha : nyári napforduló június 21-én. A boszorkányok nagy tüzet gyújtanak egy erdei tisztás közepén, azt körültáncolva ünneplik a nyarat és a termékenységet. [5]
- Lughnasad / Lammas : augusztus 1-jén. E szabbat hátterében az aratás, a betakarítás és az új kenyér ősi pogány ünnepe áll, amelyet a boszorkányok kiegészítettek a termékeny Földanya és a gabonaistennő tiszteletére összeállított mágikus szertartásokkal. [5]
- Mabon :  az őszi napéjegyenlőség ünnepe. A boszorkányok évének utolsó nagy összejövetele. Ez a gyümölcsök ünnepe, valamint a háromszor három múzsáé (a megháromszorozott istennőhármasságé) , akik megtermékenyítik az emberi szellemet, hogy az szintén gyümölcsöket hozzon. [5]

Ennek a nyolc ünnepnek a jelképe az a nyolcágú csillag, nyolc részre osztott kör vagy nyolcküllőjű kerék, amely a holdsarló és a pentagram (ötágú csillag) mellett a modern boszorkányok egyik legfontosabb mágikus emblémája. 

## Történelem

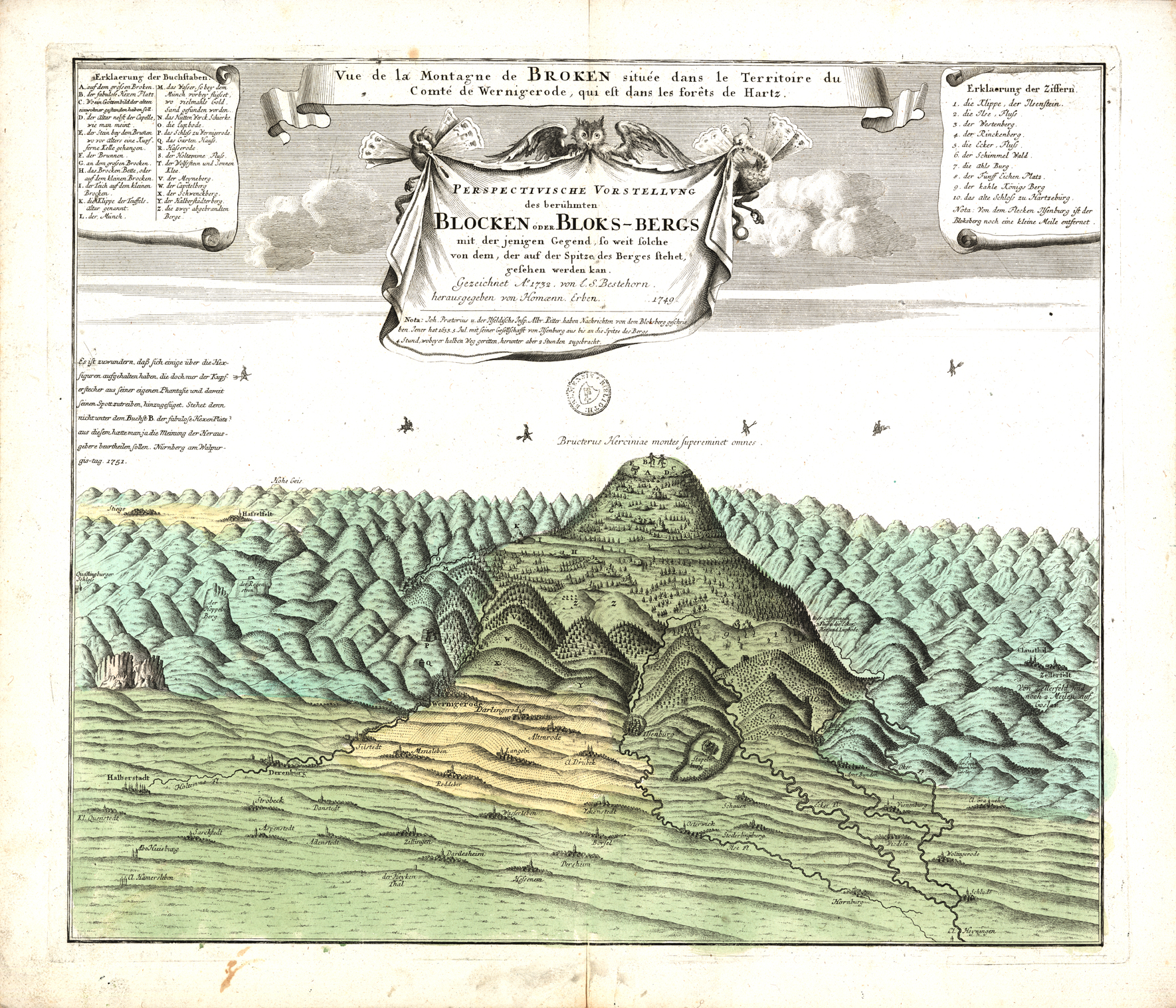
Újkori német térkép, amely boszorkányokat ábrázol seprűnyélen repülve, amint a Brocken-hegyi boszorkányszombatra mennek

A hellenizmus óta van tudomásunk arról, hogy bizonyos varázslók rendszeresen rituális összejöveteleket rendeznek, amelyeket szabbat-nak neveznek. Később, a középkorban a szabbat választ jelentett arra az elutasításra és megvetésre, amelyet a keresztények tanúsítottak az orgiasztikus szertartások, bacchanáliák, szaturnáliák hagyományával szemben, tehát mindazzal szemben, amit manapság az ún. karneváli hagyományok körébe sorolunk.
A 9. századi bencés szerzetes, Réginon de Prüm a De ecclesiasticis disciplinis című munkájában azt ajánlja, hogy az emberek kutassák fel, hogy vannak-e olyan nők, akik azt állítják, hogy démonok gyülekezeteire járnak, és ha vannak ilyenek, űzzék el őket egyházközségükből.
Tudjuk, hogy voltak boszorkányszombatok szerte Európában, Lotharingiában, Németországban, Németalföldön, Angliában, Spanyolországban, Oroszországban.  Az újkori egyik legismertebb és leginkább látogatott gyűlés kétségkívül a Harz-hegységben található Brocken volt. Az ősi hagyomány emlékére ide, Schierke környékére helyezte Goethe Faust-jának boszorkányszombatját. 